# Нефтепровод Киркук — Джейхан
Нефтепрово́д Ки́ркук — Джейха́н (Ира́ко-Туре́цкий нефтепрово́д) — 970 километровый нефтепровод, самый большой нефтепровод Ирака, соединяющий Киркукское месторождение и Джейхан, Турция.

## Техническое описание
Нефтепровод состоит из 2 труб диаметром 1,170 и 1,020 миллиметров пропускной способностью в 1,100 и 500 тысяч баррелей в день соответственно. Нефтепровод не использует всех своих мощностей в силу износа оборудования. После ремонтных работ в 2013 году на насосной станции на севере Ирака объем поставок по трубопроводу возрос с 300 до 500-600 тысяч баррелей в день. Во многих местах трубы нуждаются в значительном ремонте. 

## Происшествия
С 2003 года с иракской стороны работа нефтепровода усложнялась многочисленными актами саботажа.
26 октября 2009 года произошёл прорыв трубы возле Мосула.
29 июля 2015 взорван участок трубы в 18 км от границы с Турцией. Последняя возложила ответственность за произошедшее на Рабочую партию Курдистана, однако финансово пострадавшей стороной оказалось Региональное правительство Курдистана, оценившее потери в $250 млн. Взрыв произошел вскоре после атак турецкой армии на позиции ИГ и РПК. При этом, обострение отношение с курдами последовало после утраты правящей партией ПСР большинства в парламенте и хороших результатов прокурдской Демократической партии народов.
18 января 2022 года зафиксирован очередной взрыв на трубопроводе.